# Biedermann család
A Biedermann család egy polgári származású Pécshez köthető nemesített zsidó család.

## Története
Valószínűleg örmény területről települtek át Pozsonyba, majd Bécsbe. Zsidó vallásúak és származásúak voltak.
A család első ismert férfi tagja Michael Lazar Biedermann volt, aki 16 évesen vésnökként kezdte a pályafutását. II. József rendeletének következtében a zsidóknak német vezetéknevet kellett felvenniük. Ekkor lett a család neve Biedermann. Mihály Lázár halála idején már Ausztria leggazdagabb zsidó származású embere volt. Tizenegy gyermeke közül Gusztáv és Simon került a Dél-Dunántúlra.
1849-ben gróf Batthyány Gusztávtól megvásárolták az üszögi uradalmat, majd fel is osztották egymás között. Simoné lett a nyugati rész, ahol örökösei, Rudolf és Ottó Szentegát és Mozsgó központtal szervezték meg nagybirtokukat. A Pécs melletti birtok (ma Üszögpuszta) Gusztávé lett. Az 1890-es évek közepén ezeket a birtokokat a Grósz család vásárolta meg.
A Biedermannok ekkoriban kikeresztelkedtek, és katolikusok lettek. A család egyre magasabb rangot kapott. Simon túronyi előnévvel császári lovagi rangot kapott, Gusztáv üszögi és mozsgói előnévvel magyar nemes lett, Rudolf pedig 1902-ben bárói rangra emelkedett. Az egyház Rudolfot a Szent Gergely Rend commandeur-keresztjével tüntette ki.
A család támogatta a pécsi szegényeket, pécsi vállalkozásokban voltak érdekeltek. Szentegáton magas színvonalú mintagazdaságot alakítottak ki. Biedermann Rezső (1854-1938) Szigetvár életében játszott fontos szerepet, támogatásának köszönhetően született meg Szigetvár monográfiája. Segítette a kórház felépítését.
A Biedermannok kikeresztelkedésük után is nagylelkűen támogatták a szigetvári, pécsi és budapesti zsidó hitközséget.
A család ma élő leszármazottjai: Biedermann Dénes, svájci-magyar illetőségű vállalkozó

## Kastélyaik
Mozsgón 1896-ban, Szentegáton a 20. század elején építettek kastélyt.

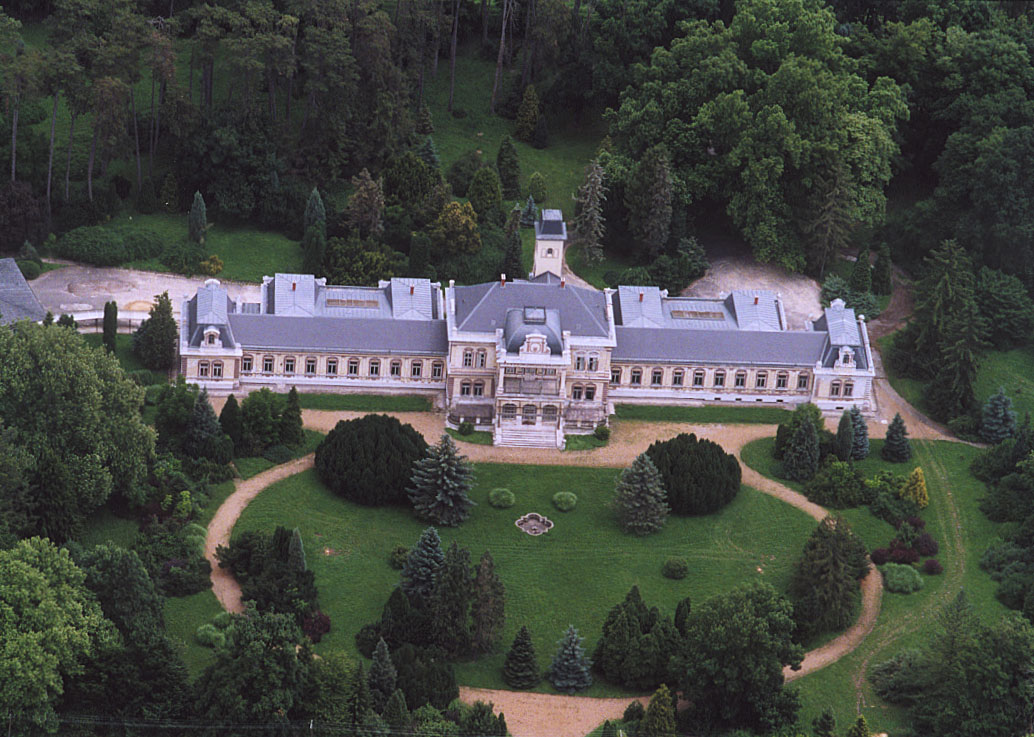
Szentgát
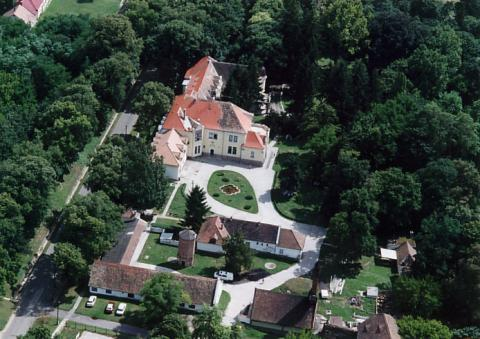
Mozsgó